# Кауб
Кауб (нем. Kaub) — город в Германии, в земле Рейнланд-Пфальц. 
Входит в состав района Рейн-Лан. Подчиняется управлению Лорелай.  Население составляет 870 человек (на 31 декабря 2010 года). Занимает площадь 12,98 км². Официальный код  —  07 1 41 069.
Напротив Кауба посреди реки Рейн на острове расположена крепость Пфальцграфенштайн.

## Достопримечательности
- Замок Гутенфельс
- Крепость Пфальцграфенштайн

## Фотографии

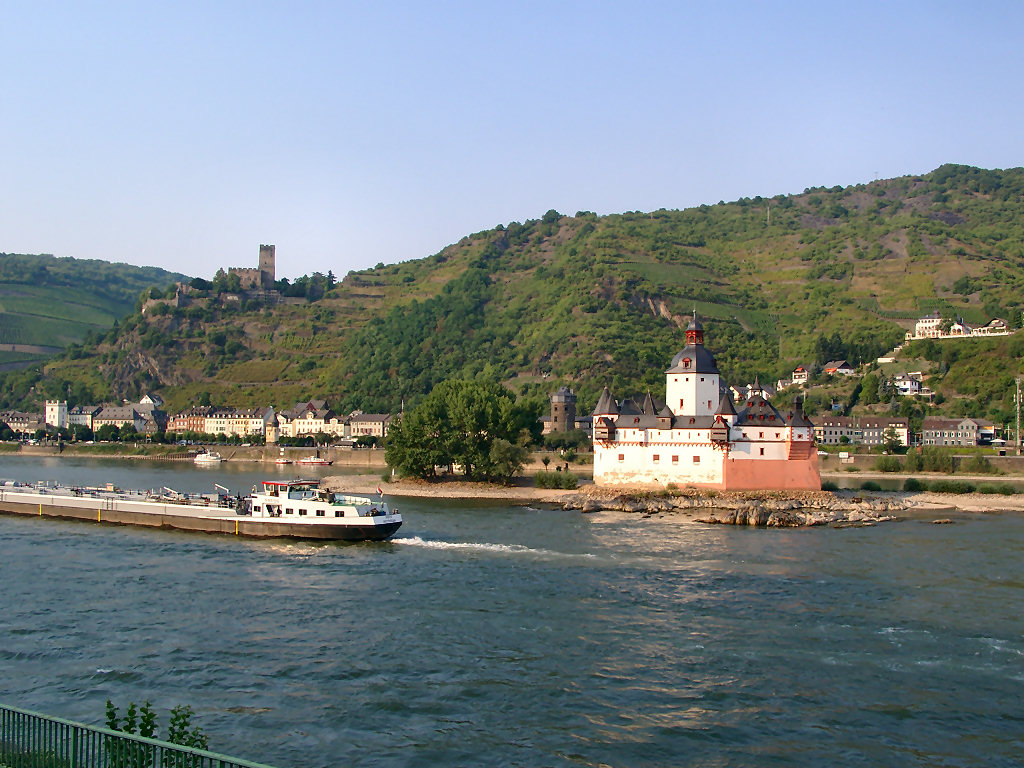
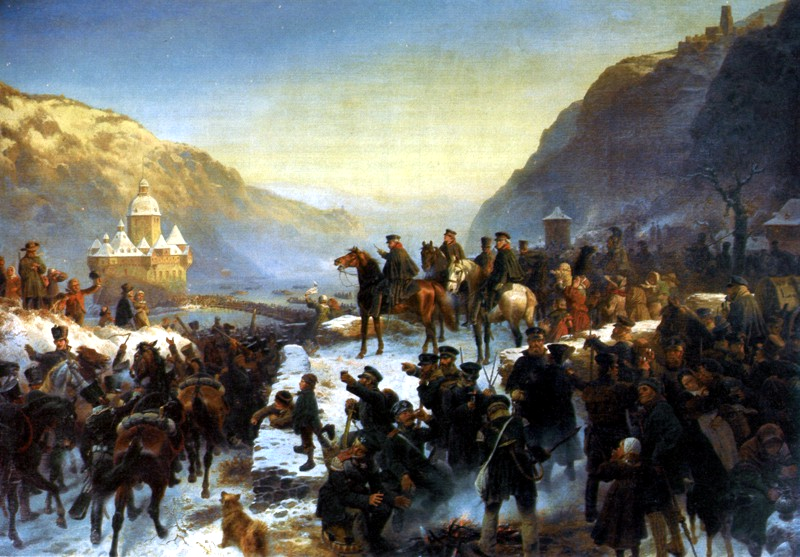
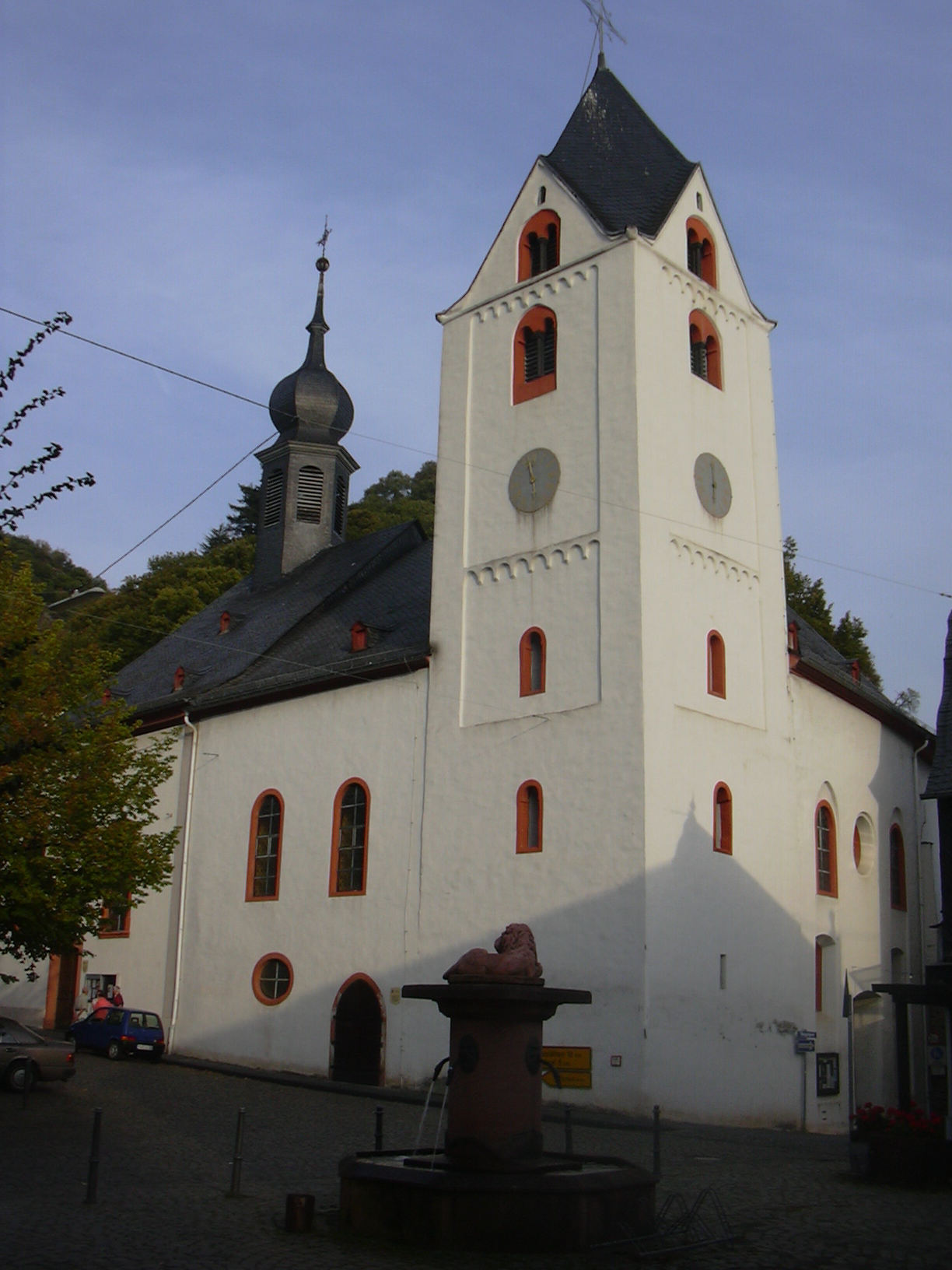
Церковь
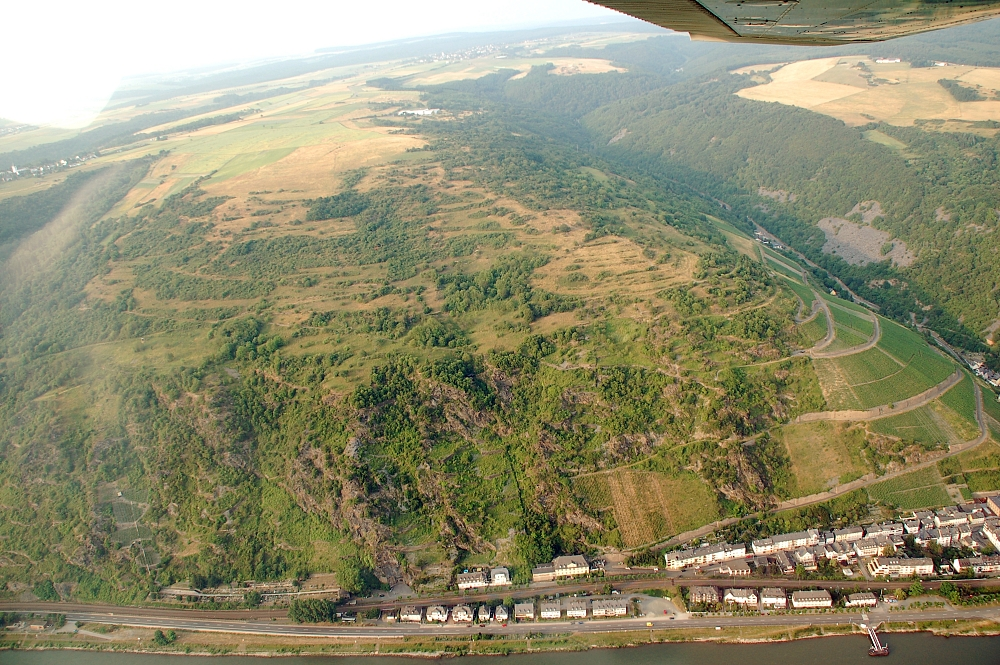
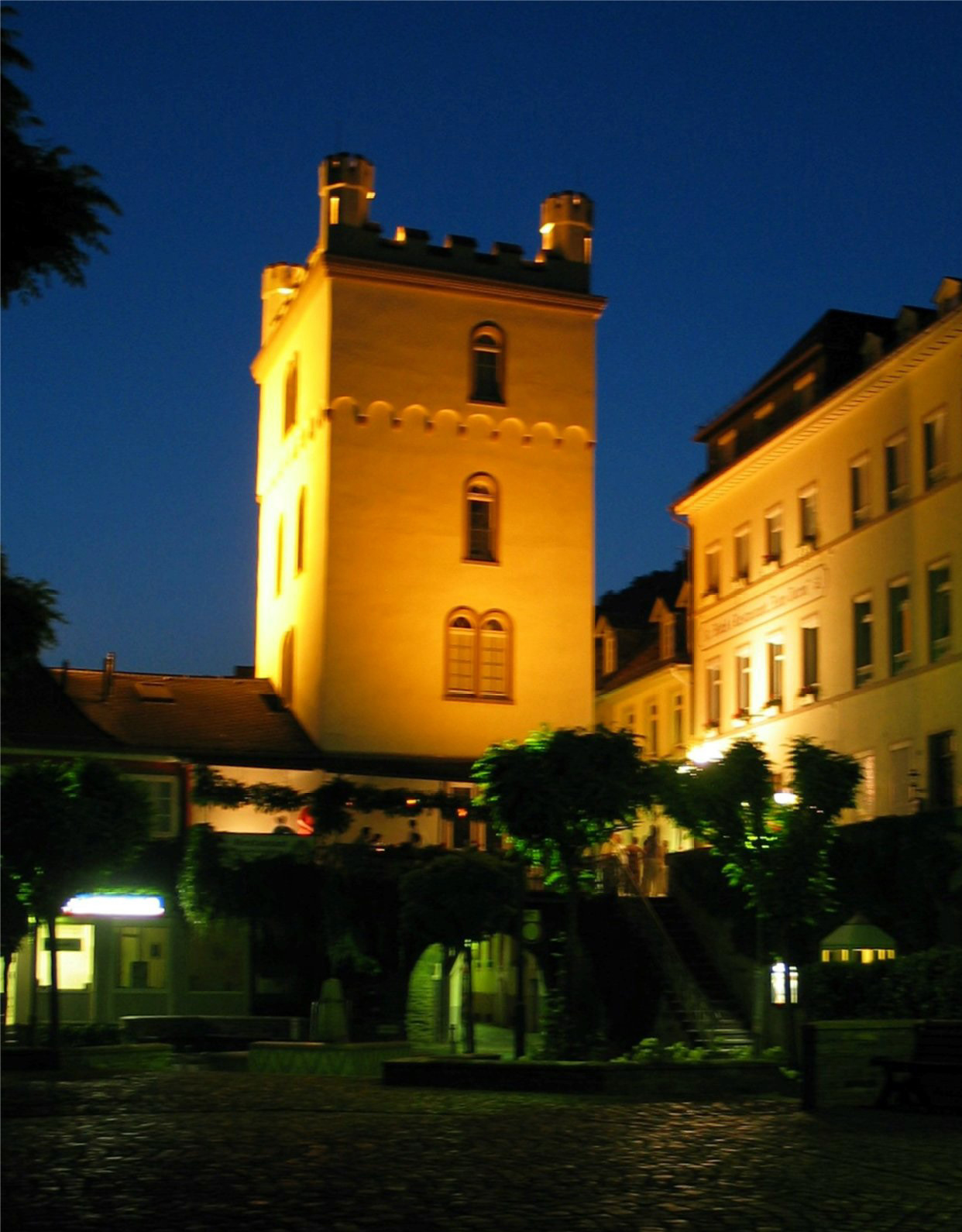
Башня
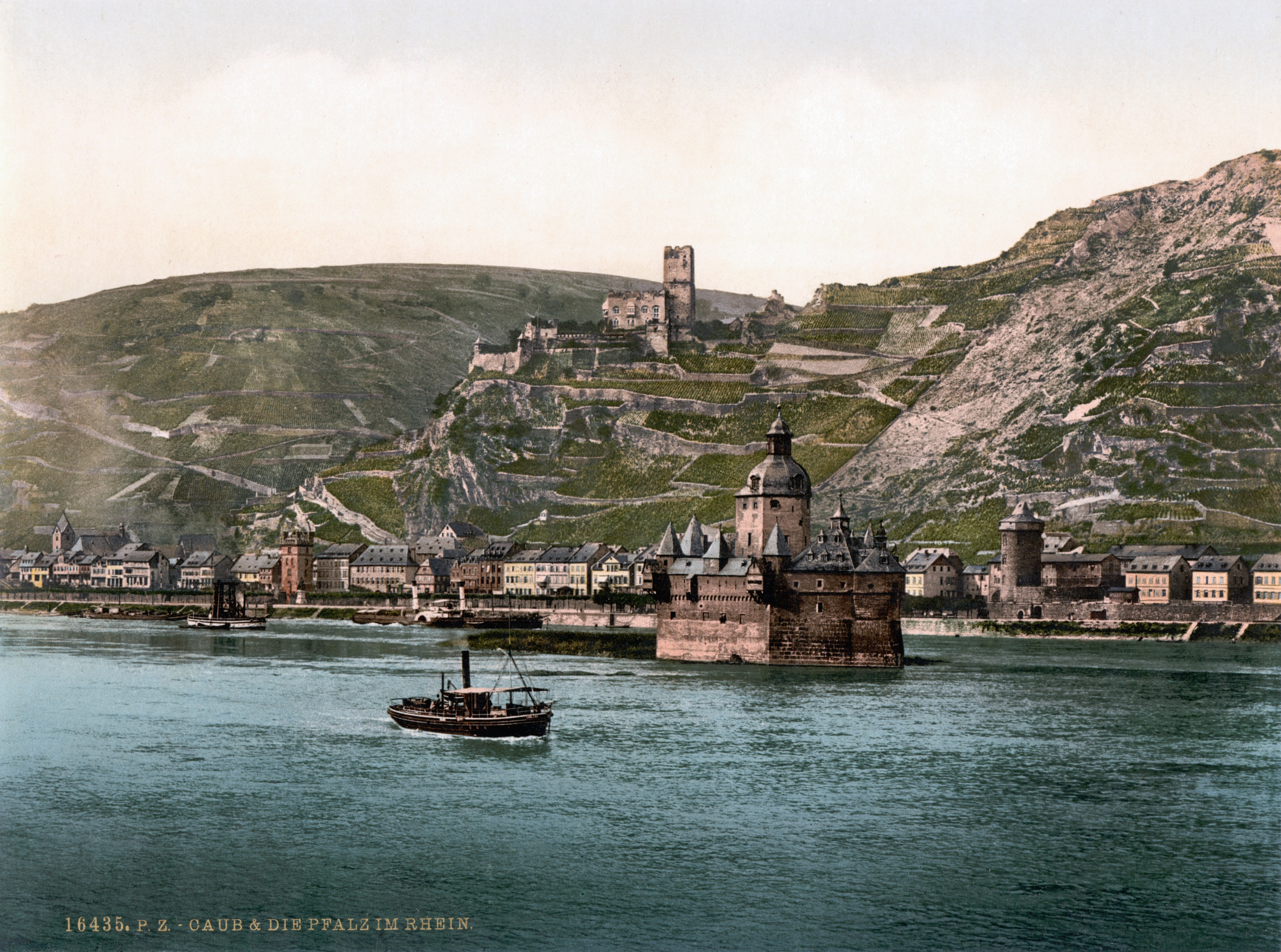
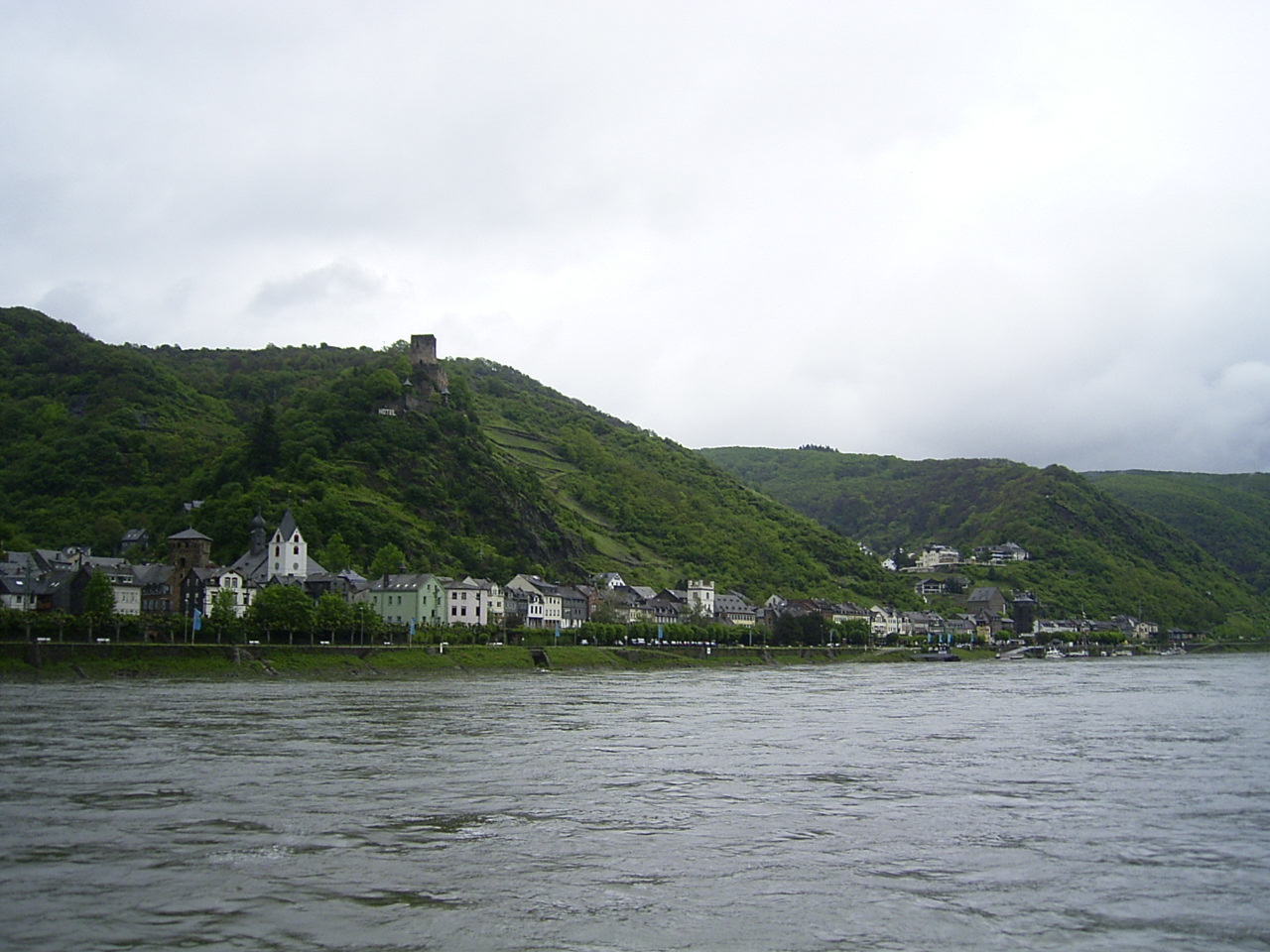
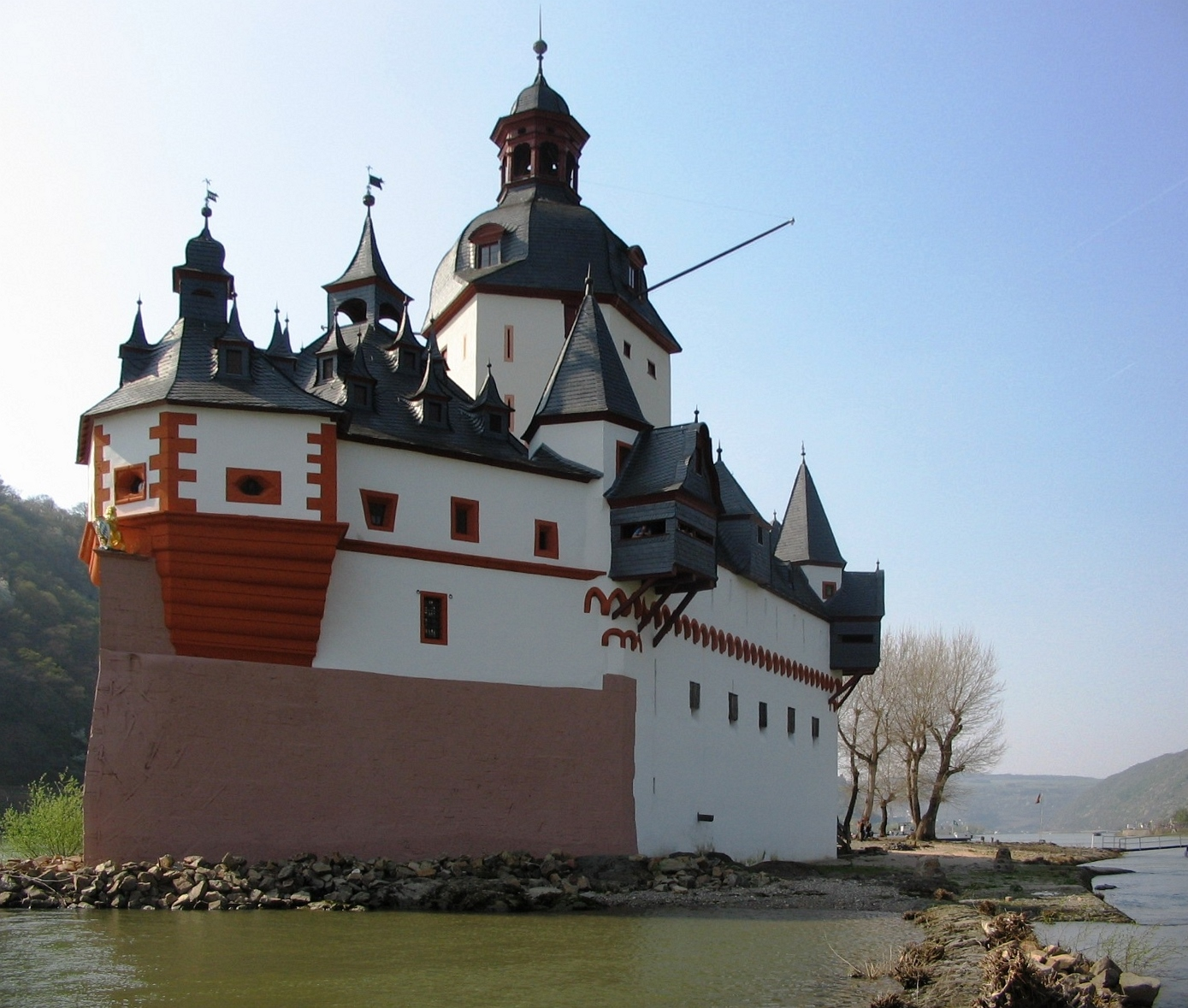
Крепость Пфальцграфенштайн